# Dawson (Mondkrater)
Dawson ist ein Einschlagkrater im Süden der Mondrückseite. 
Der Krater Dawson überlagert den nordwestlichen Rand des Kraters Alekhin sowie seine beiden Nebenkrater D und V (siehe unten). Im Nordosten liegt Watson, im Nordwesten Eijkman. Noch weiter nördlich befindet sich der größere Krater Fizeau.
Im Kraterinneren findet sich in Zentrumsnähe ein zirka 1 km hoher Gipfel. Die Entstehungszeit des Kraters fällt in die früh-imbrische Periode.

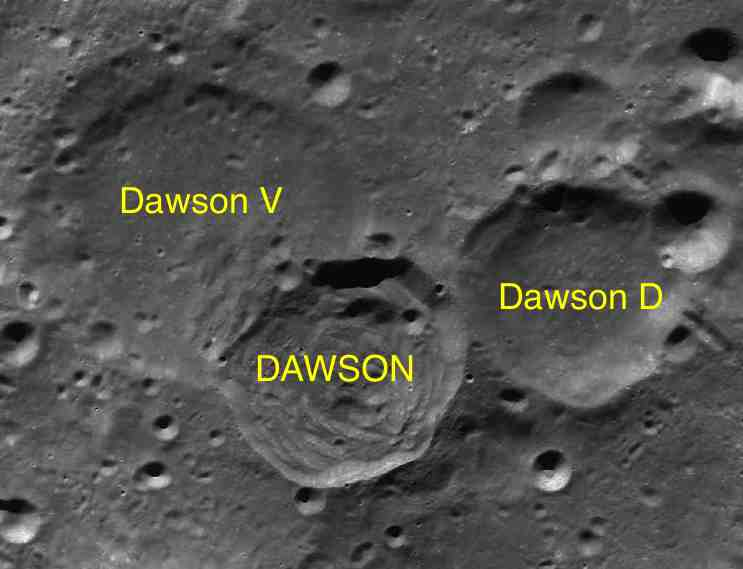
Dawson mit seinen Nebenkratern

Dawson hat zwei mit D und V bezeichnete Nebenkrater:
| Buchstabe | Position            | Durchmesser | Link |
| --------- | ------------------- | ----------- | ---- |
| D         | 66,31° S, 132,19° W | 39 km       |      |
| V         | 66,3° S, 137,73° W  | 60 km       |      |

Der Krater wurde 1970 von der IAU offiziell nach dem argentinischen Astronomen Bernhard Hildebrandt Dawson benannt.